# Diocesi di Cedie
La diocesi di Cedie (in latino: Dioecesis Cediensis) è una sede soppressa e sede titolare della Chiesa cattolica.

## Storia
Cedie, identificabile con Oum-Kif nell'odierna Algeria, è un'antica sede episcopale della provincia romana di Numidia.
L'esistenza di una comunità cristiana e di un vescovato a Cedie sono attestati a partire dal vescovo Secondino, che prese parte al concilio di Cartagine convocato il 1º settembre 256 da san Cipriano per discutere della questione relativa alla validità del battesimo amministrato dagli eretici, e figura all'11º posto nelle Sententiae episcoporum. Secondino morì martire a Cirta nel 259, come ricorda il martirologio romano alla data del 4 maggio. Francesco Lanzoni è del parere che Secondino corrisponderebbe all'omonimo santo venerato in molti luoghi dell'Italia meridionale, assieme a Casto.
In seguito Cedie divenne un centro donatista, come attestato dalla conferenza di Cartagine del 411, che vide riuniti assieme i vescovi cattolici e donatisti dell'Africa; a questa riunione fu presente il vescovo Forte, senza competitore cattolico.
Gli scavi archeologici hanno portato alla luce i resti di una basilica, probabilmente donatista, con numerosi sarcofagi; su una delle coperture di un sarcofago è stata trovata l'iscrizione di una dedicazione della chiesa alla presenza del vescovo Secundus, di cui tuttavia non si conosce l'epoca d'episcopato.
Dal 1933 Cedie è annoverata tra le sedi vescovili titolari della Chiesa cattolica; dal 5 novembre 2024 il vescovo titolare è Tomasz Zbigniew Sztajerwald, vescovo ausiliare di Varsavia-Praga.

## Cronotassi

### Vescovi residenti
- San Secondino † (prima del 256 - 259 deceduto)
  - Forte † (menzionato nel 411) (vescovo donatista)
- Secondo † (donatista?)

### Vescovi titolari
- Nikolas Stam, M.H.M. † (9 marzo 1936 - 26 maggio 1949 deceduto)
- Ladislav Hlad † (9 febbraio 1950 - 16 dicembre 1979 deceduto)
- Carlos Walter Galán Barry † (11 febbraio 1981 - 8 maggio 1991 nominato arcivescovo di La Plata)
- Mario Eusebio Mestril Vega (16 novembre 1991 - 2 febbraio 1996 nominato vescovo di Ciego de Ávila)
- Fidel Herráez Vegas (14 maggio 1996 - 30 ottobre 2015 nominato arcivescovo di Burgos)
- Wojciech Tomasz Osial (24 dicembre 2015 - 12 settembre 2024 nominato vescovo di Łowicz)
- Tomasz Zbigniew Sztajerwald, dal 5 novembre 2024